# Wrijfletter

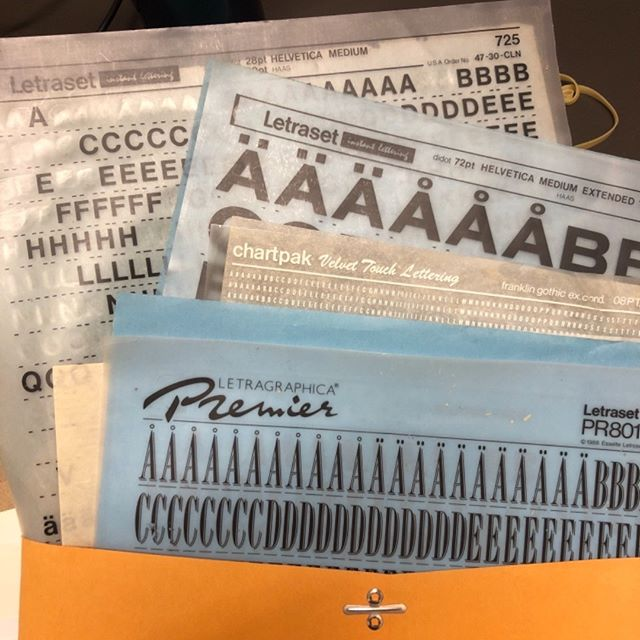
Wrijfletters

Een wrijfletter is een letterteken geënt op een licht diffuus kunststoffolie. De letter wordt door middel van een transfer-principe afgegeven op een ondergrond door er krachtig overheen te wrijven.

## Beschrijving
De folievellen bevatten symbolen en lettertekens in alle mogelijke lettertypes. Deze zijn gemaakt van droge afwrijfbare inkt, waar overheen een laagje zelfklevende lijm is aangebracht. Door met een hard en niet te scherp voorwerp over een letter te wrijven, wordt die losgemaakt van de draagfolie en zo overgebracht op de ondergrond, meestal een blad papier.
Omdat het arbeidsintensief is op deze manier een hele tekst op te maken, worden wrijfletters vooral gebruikt voor korte teksten, opschriften of bijvoorbeeld het aanbrengen van aanduidingen en schematische symbolen in technische tekeningen. Tot de opkomst van de computers in de jaren tachtig werden ze veel gebruikt bij het opmaken van koppen en teksten voor publicaties. Momenteel worden ze nog gebruikt door particulieren en kleine drukkerijen voor ontwerpen alsmede specifieke architectuurtekeningen op schaal.

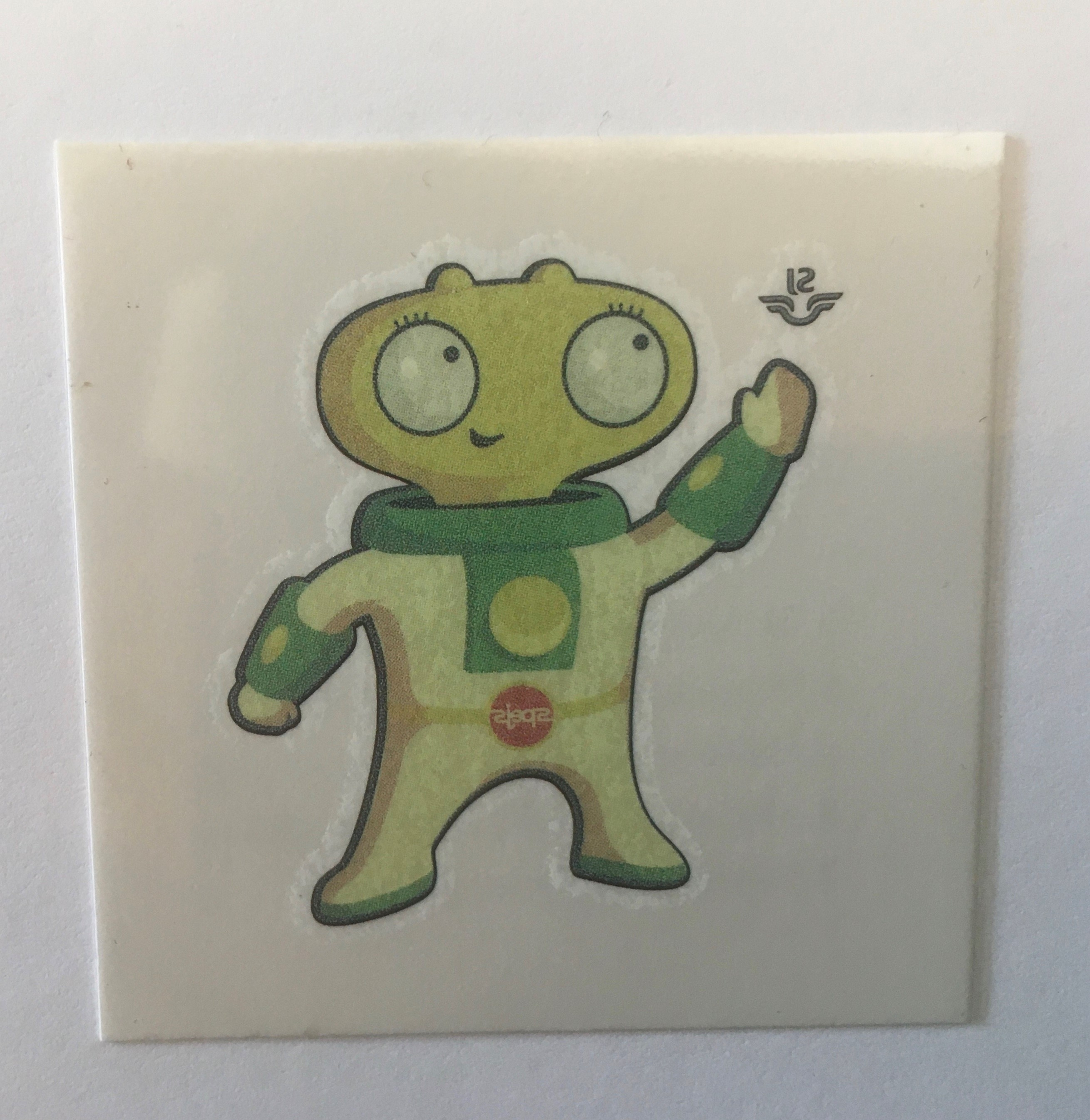
Een figuurtje, gebaseerd op de zelfde techniek.

In de laatste decennia van de 20e eeuw waren figuurtjes die gebaseerd waren op dezelfde techniek populair bij kinderen. Ook worden er vellen gemaakt met thematische afbeeldingen als versieringen en symbolen voor festiviteiten zoals kerst. Door het verschuiven van de toepassing naar creatieve uitingen van particulieren, zijn de lettertypes verschoven van standaardtypes naar meer kunstzinnige letters.
Een vergelijkbaar principe, dat in het begin van de 21e eeuw populair werd bij kinderen, is de tattoo sticker, ook wel plaktattoo of neptattoo genoemd.